# Jeffrey Gouweleeuw
Jeffrey Gouweleeuw (Heemskerk, 10 de julio de 1991) es un futbolista neerlandés que juega como defensor en el F. C. Augsburgo de la Bundesliga de Alemania.

## Clubes
| Club            | País         | Año       |
| --------------- | ------------ | --------- |
| SC Heerenveen   | Países Bajos | 2010-2013 |
| AZ Alkmaar      | Países Bajos | 2013-2016 |
| F. C. Augsburgo | Alemania     | 2016-     |